# Repertorio dell'arpeggione
Fino alla fine del XX secolo il repertorio per arpeggione era limitato alla Sonata per arpeggione e fortepiano in La minore D821 (1824) di Schubert, a un concerto andato perduto di H. A. Birnbach (1823) e a un pezzo per arpeggione solo di Schmidt (1823). Dal 2002 molti compositori hanno invece scritto per questo strumento, principalmente per rispondere alle commissioni del arpeggionista belga Nicolas Deletaille. Qui dei seguito è elencato per genere il repertorio completo per arpeggione. Ogni opera è affiancata dalla rispettiva data di composizione. 
Arpeggione solo
- Giovanni Albini, In crescendo per arpeggione solo (dicembre 2008)
- Giuseppe D'Angelo, Trasparenze per arpeggione solo (agosto 2011)
- Nicolas Deletaille e Laurent Beeckmans, Etude per arpeggione solo (2001)
- Anna Gemelli, Notturno per arpeggione solo (giugno 2011)
- Jean-Michel Gillard, D'après un rêve per arpeggione solo (agosto 2010)
- Jean-Michel Gillard, Une pensée musicale 'in memoriam Chloé Graftiaux' per arpeggione solo op. 22 (dicembre 2010)
- Jacques Leduc, Pour l'arpeggione, petite suite op. 82 per arpeggione solo (marzo 2008)
- Laurent Mettraux, Le Sommeil de la Raison produit des monstres, su Goya, per arpeggione solo, M. 647 (dicembre 2005)
- René Mogensen, Salamis Dances per arpeggione solo (aprile 2010)
- René Mogensen, Quasi-Tarantas and Fantasy Dance per arpeggione solo (2003, versione 1 per chitarra; dicembre 2010, versione 2 per arpeggione)
- Kris Oelbrandt, Monologue, per arpeggione solo (gennaio 2002)
- Marcela Pavi, Esseri che si muovono dietro le finestre che dormono per arpeggione solo (luglio 2011)
- Henri Pousseur: "Dépli et Configuration de l'Ombre" per arpeggione solo (febbraio 2007)
- Biagio Putignano, Circondato di cielo" per arpeggione solo (giugno 2011)
- Dov Joshua Rosenschein, Suite" per chitarra d'amore (arpeggione) (primavera 2010)
- Alberto Schiavo, Monumento a l'eternità dello spirto per arpeggione solo (agosto 2010)
- Schmidt, composizione (?) per arpeggione solo (1823)
- Igor Shcherbakov, L'abbraccio del crocifisso per arpeggione solo (agosto 2011)
- Rossella Spinosa, Mystic Elegy per arpeggione solo (luglio 2011)
- Steve Tilston, Peregrinations With A Bowed Guitar per arpeggione solo (agosto 2011)
- Nicola Visalli, Rawah per arpeggione microtonale solo (maggio 2005)
- Nicola Visalli, Mahlul per arpeggione microtonale solo (giugno 2011)

Arpeggione e chitarra
- Sarana Chou, Guitarpeggione per arpeggione e chitarra (marzo 2002)
- Aldo Platteau, Sonum I and II per arpeggione e chitarra (primavera 2003)

Arpeggione e flauto
- Grégory Guéant, Le Chant des Fulgures per arpeggione e flauto (gennaio 2005)
- Grégory Guéant, Schèmes per arpeggione e flauto (marzo 2005)

Arpeggione e pianoforte (o fortepiano)
- Benjamin Bailie, Rumination per arpeggione e fortepiano (novembre 2008)
- Jean-Pierre Deleuze, Toccata Eolienne per viola (2002) o arpeggione (2006) e pianoforte
- Grégory Guéant, In Kant per arpeggione e pianoforte (aprile 2006)
- Paul-Baudouin Michel, Dialectophonie per arpeggione e pianoforte (aprile 2002)
- Dov Joshua Rosenschein, 3 Romances per chitarra d'amore (arpeggione) e pianoforte (2008-2009)
- Franz Schubert, Sonata per arpeggione e fortepiano in la minore D821 (novembre 1824)
- Nicola Visalli, Tammam per arpeggione microtonale e pianoforte (aprile 2005)
- Boyan Vodenitcharov, Preludium I per arpeggione e fortepiano (versione per arpeggione: 2008)

Arpeggione e strumenti elettronici
- Gilles Gobert, Piece per arpeggione e live electronics (marzo 2005)
- René Mogensen, The Walls Of Nicosia per arpeggione e computer (luglio 2010)
- René Mogensen, Details of Spaces (versione 3) per arpeggione e computer (versione 3, dicembre 2010)

Arpeggione e orchestra (o grande numero di esecutori)
- H. A. Birnbach, Concerto per arpeggione e orchestra (1823)
- Klaus Miehling, Konzert in D per arpeggione, orchestra d'archi e b.c., op. 112 (settembre 2005)
- Klaus Miehling, Konzert in D per arpeggione e orchestra, op. 113 (settembre 2005)
- Aldo Platteau, Sonum III per arpeggione solo e altri 10 strumenti (primavera 2003)
- Dov Joshua Rosenschein, Three Songs of Love to Medieval Words per arpeggione e coro misto (2011; testi in ebraico di Rabbi Moshe Ibn Ezra e Rabbi Yehuda Halevi)
- Spencer Topel, Concerto per arpeggione e orchestra di strumenti antichi (luglio 2005)

Altri organici
- Nicolas Bardey, Je prens congie per 2 flauti e arpeggione (luglio 2009)
- Jean-Pierre Deleuze, Alap per arpeggione, chitarra e bansuri (marzo 2005)
- René Mogensen, Sonata Neo-Schubert per arpeggione, fortepiano e computer (maggio 2010)
- Dov Joshua Rosenschein, Quartetto per due corni di bassetto e due arpeggioni (2010-2011)